# Кладас, Николаос
Николаос Кладас (греч.  Νικόλαος Κλαδάς , 1871 — после 1938) — греческий генерал-майор.

## Характеристика деятельности
В греческой военной историографии отмечен в двух войнах, получив за каждую из них диаметрально противоположные характеристики:
- В 1912 году в ходе Первой Балканской войны именуется одним из героев сражения при Веви и обороны города Сьятиста. Его именем названа улица Сьятисты.
- В 1922 году в ходе Малоазийского похода, встретив противодействие французских (номинальных) союзников в использовании порта Муданья для эвакуации своей дивизии из Малой Азии, предпочёл добровольно сдать дивизию туркам, что является беспрецедентным случаем во всей истории Малоазийского похода. Учитывая также тот факт, что половина личного состава XI дивизии отказалась следовать за комдивом, прорвалась в соседние порты и успешно эвакуировалась, командование Кладаса охарактеризовано «бессмысленным»[1]:187.

## Биография
Родился в городе Ликсури острова Кефалония в 1871 году. Поступил в Военное училище эвэлпидов, которое окончил в 1892 году в звании младшего лейтенанта артиллерии. Принял участие в кратковременной греко-турецкой войне 1897 года.

## Балканские войны
Кладас принял участие в Балканских войнах в звании капитана и в качестве командира артиллерийской батареи.

### Сражение при Веви
Сражение между греческой V дивизией и частями VI корпуса Вардарской Османской армии, начавшееся 21 октября (3 ноября) 1912 года и закончившееся 24 октября (6 ноября) 1912 год было одной из немногих османских побед в ходе Первой Балканской войны.
Несмотря на ограниченные масштабы, сражение имело геополитические последствия и повлияло на формирование межгосударственных границ запада Македонии.
С началом войны главнокомандующий греческой армией, наследный принц Константин намеревался наступать на северо-запад, к городу Монастир.
Регион был известен в древности как «Линкестис» и здесь находились развалины греческого города Гераклея Линкестис. Кроме того, Монастир был заметным центром в византийский период. Ещё более существенным для греческих претензий на регион было, значительное тогда, греческое население.
Греческий премьер-министр Венизелос считал, что главной задачей и направлением наступления армии должен стать город Фессалоники. Вместо этого и вопреки указаниям Венизелоса, почти вся Фессалийская (Македонская) армия — 6 дивизий — вошла в Македонию, обойдя Олимп с запада, отдаляясь от первоочередной задачи.
Получив информацию о намерениях Константина, Венизелос обменялся с ним телеграммами, однако принц отказывался повернуть армию на восток. В свой последней телеграмме Константин (по утверждению Венизелоса), говорил, что намерен идти к Монастиру, «разве что Вы мне запретите это». Последовал незамедлительный ответ Венизелоса: «Я вам запрещаю!»:243-246.
14 (27) октября I, II, III, IV и VI греческие дивизии повернули на восток. V дивизия продолжала двигаться на северо-запад с основной задачей прикрыть левый фланг армии на случай атаки турок с северо-запада.
15 октября V дивизия заняла Птолемаиду, а 16 октября разбила слабую XVIII османскую дивизию (1800 человек) в бою при Пердикка. Остатки осман отступили на север. Продолжая наступление, дивизия заняла 18-го октября Сорович (Аминдео).
19 октября после непродолжительного боя в теснине Кирли Дербен дивизия заняла село Веви (Баница) и продолжила наступление к Битола, а затем вошла в регион города Флорина. Риза-паша, командующий турецкой группировкой, противостоящей сербам, обнаружил у себя в тылу греческую дивизию.
Силы VI корпуса Вардарской османской армии включали в себя XVI, XVII дивизии, отступившие к Битола после боя с сербами при Прилепе и остатки XVIII дивизии. Риза принял решение обрушить все свои силы на одинокую греческую дивизию, а затем вновь повернуть их против сербов:249. Он выделил 10 батальонов с артиллерией, под командованием Павит-паши. Павит атаковал 20 октября (2 ноября).
V дивизия весь день вела оборонительные бои, но была вынуждена 21 октября отступить к Аминдео.

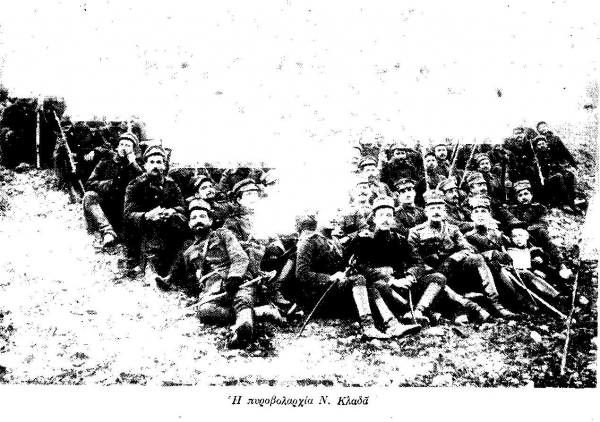
Артиллеристы батареи Кладаса, Западная Македония, 1912 год.

22 октября турки атаковали у села Ксино, но были остановлены огнём греческой артиллерии (батареи офицеров Деллапортаса, Коскинаса, Хадзидимитриу, Кладаса и Петропулоса). 23 октября состоялся бой у Соровича. В ходе боя турецкая артиллерия была подавлена огнём греческих батарей.
Батарея Кладаса, меняя огневую позицию, потеряла (опрокинулось в овраг) одно орудие. Батарея Коскинаса оказалась на острие турецкого наступления и следуя приказу оставалась на своей позиции. Подвергаясь обстрелу турецкой артиллерии и атакам турок с севера и запада, Коскинас приказал своим артиллеристам контратаковать. Большинство артиллеристов Коскинаса и сам командир батареи погибли.
В полдень греческие части начали атаку в направлении села Петрес и вынудили турок, наседавших на правый фланг V дивизии, отступить. Однако левый фланг 22-го греческого полка подвергся контратаке и в свою очередь отступил. Это не помешало 16-му греческому полку продвинуться за Сорович и железнодорожную линию, завершая таким образом победный исход боя V дивизии при Соровиче.
Тупиковую ситуацию для турок разрешил албанец, лейтенант Эссат. Он вызвался пройти в тыл V греческой дивизии, возглавив подразделение 49-го полка XVII османской дивизии. Используя лодки, отряд Эссата выбрался на рассвете 24 октября через топи и занял высоту 640, недалеко от расположения инженерной роты V дивизии.
Неожиданный мощный огонь вызвал панику в роте и её бегство. В создавшемся хаосе отряд Эссата быстро двинулся к 5-й батарее. Артиллеристы не дрогнули, но успели выпустить не более 10 снарядов. Батарея понесла потери, включая своего командира С. Делапортаса.
Образцом сопротивления стала 6-я батарея, чей командир К. Катикурас был убит турками на лафете.
Потеряв контроль над обстановкой, комдив V дивизии, полковник Д. Матфеопулос, вместе со своим штабом, отступил на юг, к селу Филотас. Дивизия беспорядочно отступала.
По причине этого сражения V дивизия понесла наибольшие потери убитыми среди всех 7 греческих дивизий в ходе Первой Балканской войны: 26 офицеров и 273 рядовых. Командир V дивизии был смещён. Ему грозил трибунал за упущения и за то, что допустил панику. Историк Солон Григориадис в своей книге «Балканские войны» пишет, что в этом сражении командующий артиллерией дивизии полковник Гувелис проявил исключительный героизм и с помощью капитана Кладаса сумел спасти свои орудия:250. Павит не рискнул развивать своё наступление. Вернувшись под командование Риза-паши, он попытался остановить сербов у Монастира, после чего ушёл к Янина и успел принять участие в Сражении при Бизани:251.
В эти же дни, пожертвовав V дивизией, остальные 6 дивизий греческой армии нанесли османским силам Тахсина-паши поражение в сражении при Яннице и подошли к македонской столице, городу Фессалоники 25 октября (7 ноября) 1912 года. Капитуляция турецкого гарнизона Салоник была принята 26 октября, в день Святого Дмитрия, покровителя города. Жертва V дивизии оказалась не напрасной. Фессалоники вновь стали греческим городом:250-251.

### Оборона города Сьятиста
Западно-македонский город Сьятиста освобождён 12 октября 1912 года, почти сразу после того, как греческая армия, прорвав оборону турок в ущелье Сарантапоро, вступила на территорию Македонии. При этом жители города, за плечами которых было массовое участие в начале века в Борьбе за Македонию сами освободили свой город, не дожидаясь греческой армии. Как Кладас писал позже: «Греческая армия обеспечила свободу Сьятисты, но не освобождала её в узком значении военного термина, поскольку этот город, полный энтузиазма, сам освободил себя».
Через 3 недели после освобождения Сьятисты, и воспользовавшись образовавшимся в регионе стратегическим вакуумом, 3 тыс. иррегулярных македонских мусульман попытались взять город.
На тот момент в городе скопились тысячи беженцев со всей Западной Македонии, бежавших от резни затеянной турками регулярных частей Павит-паши во время его рейда на юг, при участии местных мусульман.
Кладас первым прибыл со своей батареей на помощь жителям города. Прибытие артиллеристов Кладаса подняло моральный дух жителей.
Капитан Кладас расположил свою батарею в 300 метрах от храма Святой Троицы таким образом, что она была невидимой для врага.
После этого в город прибыл полковник Ипитис из VI дивизии с несколькими взводами солдат, отряд греческих гарибальдийцев возглавляемый Александросом Ромасом и поэтом Мавилисом, рота педагогов из Крита, отряд курсантов Училища эвэлпидов, среди которых был и сын македономаха Павлоса Меласа (Микис), отряд Георгия Капициниса и несколько других маленьких отрядов критских добровольцев.
С самого начала атаки турок на город, огонь батареи Кладаса был метким — первый же снаряд выпущенный батареей взорвал турецкое орудие, что послужило началом деморализации турок и началом победной греческой контратаки.
Бой за Сьятисту оказался кровавым. Наступавшие турки потеряли убитыми около 400 человек, оборонявшиеся и контратаковавшие греки около 70 человек.
После греческой штыковой контратаки турки бежали.
О обороне города Сьятиста 4 ноября 1912 года, в которой Кладас принял участие со своей батареей, он писал впоследствии в своих мемуарах: «Бой за Сьятисту был единственным в своём роде в ходе Балканских войн и его победный исход во многом способствовал не только спасению города Сьятиста и укрывшихся в нём многих тысяч беженцев, но и своевременному наступлению греческой армии для занятия Салоник».
Много позже и отмечая вклад и героические действия капитана Кладаса в оборонительном бою за Сьятисту, муниципалитет города решением 263/90 дал его имя одной из улиц города.
Кладас принял также участие во Второй Балканской войне, но особыми упоминаниями о его деятельности не располагаем.

## В период Национального раскола
В сентябре 1915 года была объявлена мобилизация, поскольку греческий премьер-министр Элефтериос Венизелос готовился прийти на помощь Сербии, подвергшейся австрийскому вторжению. Кладас был призван в армию в звании подполковника.
В 1916 году он издал книгу «Инструкция стрельбы полевой артиллерии» (Εγχειρίδιον βολής πεδινού πυροβολικού / υπό Κλαδάς, Νίκος. Εν Αθήναις : Καταστήματα Μιχαήλ Μαντζεβελάκη, 1916), а в 1917 году «Вопросы стрельбы полевой артиллерии» (Θέματα βολής πεδινού πυροβολικού / υπό Κλαδάς, Νίκος. Εν Αθήναις : Εκδότης Μιχαήλ Μαντζεβελάκης, 1917).
В 1917 году он ненадолго возглавил Военное училище эвэлпидов:507.
В период Национального раскола, Кладас был в числе противников вступления Греции в войну на стороне Антанты и, будучи сторонником короля Константина, выступал против премьер-министра Венизелоса. В результате, после того как в июне 1917 года король Константин был изгнан и к власти пришёл Венизелос, Кладас был среди офицеров монархистов отправленных в отставку.

## Малоазийский поход
В 1919 году, по мандату Антанты, Греция заняла западное побережье Малой Азии. Севрский мирный договор 1920 года закрепил регион за Грецией, с перспективой решения его судьбы через 5 лет, на референдуме населения:16. Завязавшиеся здесь бои с кемалистами приобрели характер войны, которую греческая армия была вынуждена вести уже в одиночку. Из союзников, Италия, с самого начала поддерживала кемалистов, Франция, решая свои задачи, стала также оказывать им поддержку. Греческая армия прочно удерживала свои позиции.
Геополитическая ситуация изменилась коренным образом и стала роковой для греческого населения Малой Азии после парламентских выборов в Греции, в ноябре 1920 года. Под лозунгом «мы вернём наших парней домой», на выборах победила монархистская «Народная партия». Возвращение в Грецию германофила Константина освободило союзников от обязательств по отношению к Греции. Не находя дипломатического решения в вопросе с греческим населением Ионии, в совсем иной геополитической обстановке правительство монархистов продолжило войну. Напрягая свои ограниченные людские ресурсы, Греция мобилизовала ещё 3 призыва в армию.

### Кладас в Малой Азии
После поражения Венизелоса на парламентских выборах ноября 1920 года, Кладас был отозван в армию и вновь возглавил Военное училище эвэлпидов.
В начале 1921 года он получил назначение в экспедиционный корпус в Малую Азию, где он принял командование XI дивизией, сменив на этом посту генерал-майора П. Гаргалидиса.
Смена высшего командного состава экспедиционного корпуса приняла большие масштабы.
Эрнест Хемингуэй, освещая войну в качестве журналиста, и несколько упрощая последующие события писал: «Греки были воинами первого класса и, наверняка, на несколько ступеней выше армии Кемаля… эвзоны заняли бы Анкару и завершили войну, если бы не были преданы. Когда Константин пришёл к власти, все греческие офицеры на командных постах были сразу понижены в должности. Многие из них получили свои погоны за мужество на поле боя. Они были отличными воинами и вождями. Это не помешало партии Константина изгнать их и заменить их офицерами, которые не слышали и единого выстрела. В результате фронт был прорван».
Кладас не принадлежал к командирам не слышавшим до того и единого выстрела, но, как и для большинства других отозванных в армию офицеров-монархистов, не принявших участие в Первой мировой войне и начальном этапе Малоазийского похода, его боевой опыт был ограничен Балканскими войнами.
Отзывники, совершая за виртуальной выслугой лет иерархический прыжок, получали звания и, что хуже, командные должности, заменяя офицеров, получивших те же звания и должности на полях боёв последних 5-6 лет.
Командующий Малоазийской армии, генерал Анастасиос Папулас,
не принял назначения части 1500 отзывников, но бо́льшую часть был вынужден принять.
Отзывники, будучи ветеранами войн 1912-13 годов, по выражению историка Д.Фотиадиса, «не знали другой тактики как только штыковую атаку, которую они применяли даже для занятия укреплённых позиций»:50.
Фотиадис пишет, что они также выделялись своими неразлучными саблями, упразднёнными в Первую мировую войну.
В своих воспоминаниях солдаты XI дивизии противопоставляют Кладасу предыдущего комдива, генерал-майора Гаргалидиса, у которого было сердце (см. храбрость) и ставят таким образом под сомнение не только компетентность Кладаса как комдива, но и его храбрость.
Ещё с Первой мировой войны, греческие дивизии принявшие участие в боях на Македонском фронте были вооружены французским оружием, предоставленным французским правительством. Как только Венизелос потерпел поражение на выборах и к власти пришли монархисты, французы, оставаясь номинально союзниками, потребовали своё оружие назад.
Так XI дивизия была вынуждена вернуть винтовки Лебеля, которыми были вооружены её боевые части, и вооружить их винтовками Маннлихера, бывшими до того на вооружении вспомогательных частей. В свою очередь, вспомогательные части вооружились имевшимися издавна в арсенале греческой армии винтовками Гра образца 1874 года. Это на половину уменьшало огневую силу дивизии. Ситуация была существенно худшей, если принять во внимание тот факт, что турки были вооружены более современными и значительно лучшими немецкими винтовками Маузер.
Изначально XI дивизия была послана Венизелосом летом 1920 года в Никомидию, которая находилась в британской зоне оккупации, по просьбе британского премьер-министра Ллойд Джорджа, для того чтобы обеспечить защиту проливов и Константинополя. Является иронией тот факт, что дивизия, которая была приглашена английскими союзниками гранью своих штыков прикрыть проливы, через несколько месяцев была по существу обезоружена французскими союзниками.
Командуя XI дивизией, Кладас принял участие в «Весеннем наступлении» греческой армии.
XI дивизия находилась в подчинении III (северного) корпуса армии и базировалась в Никомидии. Ей была отведена вспомогательная задача — ввести турок в заблуждение, что наступление корпуса будет предпринято из Никомидии, а не из Бурсы. Дивизия заняла с боем Сапанджу и Адапазары.
Хотя в конечном итоге наступление I и II корпусов оказалось успешным, туркам удалось остановить III корпус армии в первом и втором сражении при Инёню, подтвердив тем самым тот факт, что греческой армии противостояла уже регулярная армия:44.
В начале июня 1921 года дивизия получила приказ оставить Никомидию, что создавало угрозу резни беззащитного местного христианского населения турками. Христианское население самого города было вывезено на пароходах. Однако население окружающих сёл было оставлено на произвол судьбы, что означало — нож.
Дивизия обошла маршем залив Никомидии, разгоняя на своём пути турецкие четы. 10 июня дивизия дала бой на прибрежных высотах западнее города Биледжик. В ходе боя дивизии оказали огневую поддержку греческие эсминцы. Турки оказали сопротивление, но не располагая артиллерией и после греческой штыковой атаки были опрокинуты и в беспорядке бежали в горы.
Правительство монархистов торопилось закончить войну и сразу после «Весеннего наступления» предприняло «Большое летнее наступление», в котором XI дивизия Кладаса не фигурирует. В ходе этого наступления, греческая армия одержала победу в самом большом сражении войны при Афьонкрарахисаре, где как писал генерал А. Папулас, «если бы не были совершены колоссальные ошибки командиром II корпуса, с полной уверенностью можно заявить, что армия кемалистов была бы полностью разгромлена у Кютахьи»:58.
Не сумев завершить войну, 28 июля/10 августа 7 греческих дивизий форсировали Сакарью и пошли на восток.
XI дивизия была оставлена в тылу для защиты коммуникаций с Бурсой, также как IVдивизия была оставлена для защиты коммуникаций с Смирной.
Греческие историки Сарандос Каргакос и Димитрис Фотиадис:82 именуют поход этих 7 дивизий «эпосом греческой армии». Армия проявила свои боевые качества, понесла тяжёлые потери в ходе последовавшего «эпического сражения», где, по выражению английского историка Д. Дакина, победа была близка:357, но исчерпав все свои материальные ресурсы и на располагая материальными и людскими резервами не смогла взять Анкару и в порядке отошла назад, за Сакарью. Фронт застыл на год.
Командование армии отдавало себе отчёт о реальном положении и письмом генерала А. Папуласа от 8/21 сентября информировало правительство, что после девяти лет непрерывных войн требуется завершения похода (то есть только политический выход из тупика):158.
Позиционируя себя победителями, монархисты не могли отступить. Армия продолжала удерживать фронт «колоссальной протяжённости, по отношению к располагаемым силам», что по заявлению А. Мазаракиса, кроме политических ошибок, стало основной причиной последовавшей катастрофы.
В конце 1921 года XI дивизия расположилась на зимние квартиры в Кёпру — хисар, на берегу реки Галос (тур. Кара-су) и разбила здесь лагерь, который солдаты в шутку и на турецкий манер именовали именем своего комдива Кладакёй (Село Кладаса).

### Комдив «наихудшей из всех дивизий Малоазийской армии»
Страна не располагала финансами для продолжения войны. Пятимесячный тур премьер-министра Д. Гунариса по союзным столицам, был безрезультатным, после чего он подал в отставку 29 апреля 1922 года. Премьером стал Н. Стратос:167.
Нерешительность правительства в принятии политических или военных решений, как то отход на менее растянутую линию обороны вокруг Смирны, привела к отставке А. Папуласа. На его место был назначен родственник Н. Стратоса, «неуравновешенный»:169 Г. Хадзианестис. Первые же шаги Хадзианестиса имели далеко идущие трагические последствия. Находясь в Смирне, в сотнях километров от фронта, он взял на себя непосредственное командование всеми 3 корпусами армии. Вторым шагом стала его «бредовая идея» занять Константинополь силами двух дивизий, в качестве шантажа союзников и Кемаля:171.
Для этого он перебросил 20 тыс. солдат во Фракию, оголяя и без того не густую линию фронта. Планы и действия поддерживаемого правительством Хадзианестиса вынудили подать в отставку ряд штабистов и боевых офицеров. Однако не решившись на внезапное занятие Константинополя, правительство обратилось к союзникам с просьбой о занятии города, что было своего рода угрозой:352.
Шантаж не удался. Союзники объявили, что дали указание своим частям остановить силой любое продвижение греческой армии к Константинополю:172.
Фронт был прорван через год после похода на Анкару. «Все военные и политические аналитики считают, что причиной прорыва была недостаточность сил для фронта протяжённостью в 800 км». Даже там где плотность была большей, между дивизиями существовали незащищённые участки в 15-30 км:159.
Турецкое наступление началось в ночь 12/25 на 13/26 августа 1922 года силами 12 пехотных и 4 кавалерийских дивизий. Удар был нанесён по южному флангу так называемого «выступа Афьон Карахисара». Турки без особого труда вклинились между I и IV греческими дивизиями, где, как и на других участках фронта, существовала неприкрытая брешь в 5 км:174.
В то время как I и II корпуса армии подверглись турецкой атаке, III (северный) корпус, в подчинении которого находилась XI дивизия, не получая приказов, бездействовал и не предпринял никаких, даже отвлекающих действий.
В силу протяжённости фронта, только 1/3 часть Малоазийской армии приняла участие в отражении турецкого наступления и то не одновременно.
Судьба Малой Азии была решена борьбой только 3 греческих дивизий (Ι, IV и VΙΙ), находившихся на линии удара. Из 12 дивизий греческой Малоазийской армии 8 не приняли участие в отражении наступления и были вовлечены в бои постепенно, при отступлении.
III корпус армии (III, X, XI дивизии) был вне событий. Из трёх его дивизий XI дивизия Кладаса была наиболее изолированная и отдалённая от фронта и контролировала регион вокруг города Киос (Гемлик).
Лишь прикреплённая к III корпусу «Отдельная дивизия» 16 августа передала свой 52-й полк корпусу и начала свой героический рейд по тылам наступающей турецкой армии.
Только через 6 дней после начала турецкого наступления и когда I и II корпуса начали отступление, Хадзианестис дал приказ III корпусу отступать к побережью Мраморного моря.
В ночь с 18 на 19 августа III корпус оставил Эскишехир, разрушая склады и железнодорожную линию. В марше корпуса к морю, и зная что его ожидает, за ним последовало христианское население.
Но изолированная географически XI дивизия начала свой отход с опозданием в 4 критических, как оказалось впоследствии, для её судьбы дня, 22 августа.
III и X дивизии в ходе своего отступления сумели задержать турецкое наступление на высотах Ковалицы, а затем 23 августа прорвали турецкую «оборонительную» линию Бурсы, и вышли к Мраморному морю.
XI дивизия была вынуждена дать бой за железнодорожный узел Каракёй и порт Гемлик.
Эти бои дали предоставили время христианскому населению региона для бегства и спасения.
В целом для эвакуации корпуса регион располагал тремя портами — Муданья, Гемлик и Панормос (Бандырма).
Порт Бандырмы находился на расстоянии 90 км, но он располагал бо́льшими возможностями нежели ближайшие Муданья и Гемлик, учитывая то, что и после уничтожения части своей материальной базы, корпус перевозил с собой тысячи тонн снабжения.
Было принято решение посадки в портах Бандырма и Артаки (Эрдек). Последний находился на полуострове Кизика, узкий перешеек которого можно было оборонять малыми силами.
27 августа был получен приказ на посадку на суда. Это был день вступления турок в Смирну.
В тот же день, отряд полковника Зираса дал бой отражая атаку турок у Муданьи. Встретив возражения французских властей вступить в город, 28 августа отряд Зираса, вместе с прикреплённым к XI дивизии 52-м полком отошли, обошли город с запада и успешно соединились с III и X дивизиями корпуса.
Однако в тот же день, XI дивизия отступавшая севернее Бурсы в труднодоступных горах, потеряла всякий контакт с III корпусом.
Тем временем турецкие кавалерийские части вклинились в брешь между XI и X дивизиями и окружение первой стало вопросом времени.
Генерал Георгиос Кордзас, который в звании полковника был тогда комдивом III дивизии позже писал .
«28 августа, или по небрежности, или в силу ошибочной ориентации, на линии прикрытия корпуса перед Бурсой, не было достигнут приказанный контакт X и XI дивизий. Таким образом межд этими двумя дивизиями образовалась неконтролируемая брешь и следовавшая за корпусом вражеская кавалерийская дивизия в полдень беспрепятственно вступила в эту брешь и заняла позицию в тылу расположения ΧΙ дивизии».
Примечательно, что связь XI дивизии с корпусом по рации стала невозможной, в силу радиопомех, создаваемых французскими военными кораблями стоявшими в Муданья.
Отметим, что эта тактика французского флота против греческой армии и флота ведёт свой отсчёт с Первой Балканской войны, что согласно греческой историографии является предтечей или «первой в истории электронной войной»:46.
На подходе к Муданья Кладас встретил сотню французских вооружённых моряков, возглавляемых майором французской армии, который заявил ему, что французские власти не разрешают ему вступление в город.
Подтверждая поворот французской политики по отношению к своему бывшему и номинально ещё союзнику, американский дипломат и историк Джордж Хортон приводит заявление французских офицеров что «мы, почти все, на стороне кемалистов и против англичан и греков»:171.
Хортон и историк В. С. Дэвис (William Stearns Davis, 1877—1930) свидетельствуют, что наступление турецкой армии в августе 1922 года в Вифинии, то есть в районе действия XI дивизии, было произведено с использованием французских боеприпасов и при участии французских советников:171.
Хортон пишет, что эта политика проводилась при том, что в апреле 1920 года турки «вероломным образом» вырезали французский гарнизон в Урфе:174.
Он же пишет, что на Францию должен быть возложен позор и ответственность за резню греческого и армянского населения региона:173.
Между тем, следовавшие за дивизией, около 25 тысяч христианских беженцев стали просачиваться в город, надеясь на защиту французского флага.
Кладас оставался нерешительным.
В своих воспоминаниях, многие из солдат дивизии писали, что дивизии не повезло потому что её комдив был неуклюжим, что комдив был недостоин командовать дивизией.
Другие писали, что в этот момент любой ефрейтор командовал бы дивизией лучше чем Кладас, что как минимум он (ефрейтор) повернул бы дивизию западнее, к Бандырма.
Другие пишут, что непонятно чего Кладас испугался — 100 моряков, которых без особого труда можно было был опрокинуть и при необходимости направить орудия дивизии против 2-3 французских военных кораблей.
Сегодня лишь немногие голоса пытаются оправдать Кладаса и только в этом последнем предположении, считая, что кроме политических последствий, он не мог вступить в столкновение с (бывшими) союзниками, в то время как беженцы искали защиту французского флага.
Посланный Кладасом в штаб корпуса, для получения инструкций, капитан Х. Стамателос, возвращаясь в дивизию, был перехвачен турками и зверски убит. Турецкий генерал, подписавшийся как начальник штаба корпуса, в своём ответе на запрос Красного Креста писал, что Стамателос был ранен и умер по дороге в госпиталь. Однако солдаты XI дивизии, оказавшиеся через несколько дней в плену, опровергают эту «восточную ложь». Они видели на обочине дороги у Муданья полунагое тело греческого офицера с выколотыми глазами. Они безошибочно определили, что это было тело Стамателоса — ни у кого в корпусе не было таких светлых волос.
Кладас ждал ответа из штаба корпуса, медлил с принятием решения, пока капеллан дивизии не заявил ему, что наступают моменты когда следует принимать мужественные решения. Кладас принял наконец решение, но застрявшая в Демир Таше дивизия тронулась в путь только утром 29 августа. Но было уже поздно.
Блокированная на равнинной местности перед Муданья, XI дивизия стала обстреливаться артиллерией XIX турецкой дивизии.
30 августа Кладас послал своего начальника артиллерии к французам, через которых стал согласовывать условия сдачи дивизии туркам.
Однако половина состава дивизии, включая 400 черкесских кавалеристов, воевавших на стороне греческой армии, отказались следовать за комдивом, последовали за начальником штаба майором Николаосом Стаcиом, и успешно прорвались в Бандырму.
С Кладасом осталось не более 4.500 солдат и офицеров. Но и из оставшихся с Кладасом, многие офицеры и рядовые дивизии отказались сдаваться и стали группами просачиваться или пробиваться через турецкие линии. Те из них, которые выбрались в Муданья были арестованы французами и переданы туркам. Туркам передавались и те немногие солдаты и офицеры сумевшие вплавь добраться до французских кораблей на рейде города.
Остальные две дивизии корпуса и половина состава XI дивизии успешно эвакуировались через порты Бандырма и Эрдек в Редестос (Текирдаг) Восточной Фракии.
Подводя итог действиям Кладаса на последнем этапе Малоазийского похода, генерал-лейтенант Спиридонос пишет в своей книге: «III корпус армии располагал лучшей из всех наших дивизий, „Отдельной дивизией“ и наихудшей из всех прочих, XI дивизией, которая под бессмысленным командованием и разложенная была сдана врагу….»:187.

## Последние годы
Находясь в плену, Кладас тяжело переживал о случившемся, попытался покончить жизнь самоубийством, но был спасён медиками Красного креста.
После начала Лозаннской конференции, в феврале 1923 года Кладас был освобождён и вернулся в Грецию.
Информация о генерале Кладасе после его освобождения из плена скудна.
В 1938 году была опубликована его статья на историческую тематику «Кефалиния под французской оккупацией» (Ν. ΚΛΑΔΑ: Η Κεφαλληνία υπό Γαλλικήν κατοχήν. Παγκεφαλληνιακό ημερολόγιον 1938).
Дата смерти генерала Кладаса неизвестна.
В 1999 году была опубликована книга «Балканы, Балканские и греко-турецкие войны», в которой Кладас, своей работой межвоенного периода, был одним из четырёх авторов.
Сегодняшние ультраправые и ультранационалистические греческие издания часто используют следующую цитату побывавшего в турецком плену генерала Кладаса:
«Дикие инстинкты турок, как правило, находятся в спячке, однако достаточно речи какого-либо демагога муллы, какого-либо набожного ходжи, чтобы превратить этот, казалось бы мирный народ, в бушующую чернь».

## Сочинения
В первое десятилетие XX века написал ряд работ на военную тематику. В библиотеке греческого парламента хранятся его работы:
- «Тактика скорострельных орудий полевой артиллерии» (Τακτική του εκ του ταχυβόλων Πεδινού Πυροβολικού / Νικόλαος Κλαδάς Δημοσίευση: : Υπουργείον Στρατιωτικών, 1907 ; Εν Αθήναις). Издана военным министерством в 1907 году.
- «Уроки военного искусства, тактика трёх родов войск в сочетании» («Μαθήματα πολεμικής τέχνης, τακτική των τριών όπλων εν συνδυασμώ κατά την μάχην» / Νικόλαος Κλαδάς Λιθογραφείο του στρατιωτικου σχολείου των Ευελπίδων, 1909 ; Αθήνα). Издана типографией Училища эвэлпидов в 1909 году.
- «Уроки военного искусства, элементарная тактика артиллерии» (Μαθήματα πολεμικής τέχνης, στοιχειώδης τακτική πυροβολικού" / Νικόλαος Κλαδάς Δημοσίευση: : Λιθογραφείο του στρατιωτικου σχολείου των Ευελπίδων, 1911 ; Αθήνα) изданная там же в 1911 году.
- Первая в Греции работа о пулемётах «О пулемётах с тактической точки зрения» (Περί πολυβόλων από τακτικής απόψεως / υπό Κλαδάς, Νικόλαος. Εν Αθήναις : Τύποις «Αυγής» Αθανασίου Α. Παπασπύρου, 1910) . Опубликована издательством Авги в 1910 году.